# Парадокс Моравека
Парадокс Моравека — це відкриття дослідників в області штучного інтелекту та робототехніки про те, що, всупереч традиційним припущенням, високорівневі міркування потребують відносно малих обчислень, в той час, як низькорівневі сенсомоторні навички вимагають величезних обчислювальних ресурсів. Цей принцип був сформульований Хансом Моравеком, Родні Бруксом, Марвіном Мінським та іншими в 1980-х роках. Як пише Моравек, «Порівняно легше забезпечити комп'ютер можливістю виконання таких складних операцій, як гра в шахи і тестування рівня продуктивності пристроїв, але майже неможливо навчити його навичкам навіть однорічної дитини, коли мова йде про швидкість обробки інформації».
Марвін Мінський підкреслює, що найважчими людськими навичками для проєктування є ті, які є «несвідомими». «Взагалі, ми найменш обізнані в тому, що наш мозок робить все краще всього», пише він, і додає, що «ми більш обізнані в простих процесах, які працюють погано, ніж в складних, що працюють бездоганно».

## Біологічна основа людських навичок
Одне з можливих пояснень парадокса, запропоноване Моравеком, засноване на еволюції. Всі людські навички реалізуються біологічно, використовуючи техніку, розроблену в процесі природного відбору. У ході своєї еволюції, природний добір має тенденцію до збереження удосконалення дизайну і оптимізацій. Чим старіша навичка, тим більше часу природний добір повинен був поліпшувати дизайн. Абстрактне мислення розроблене зовсім нещодавно, отже, ми не повинні чекати, що його реалізація буде особливо ефективною.
Як пише Моравек :
|  | Дуже закодовані, високо розвинені сенсорні і моторні частини людського мозку — це мільярди років досвіду про природу світу і про те, як вижити в ній. Обміркований процес ми називаємо мисленням, я вірю, що найтонше облицювання людської думки ефективне тільки тому, що воно підтримується набагато старшими і набагато потужнішими, хоча, як правило, несвідомими, сенсомоторними знаннями. Ми всі настільки приголомшливі олімпійці в перцептивних і моторних областях, що робимо важкі речі, які здаються легкими. Хоча, абстрактне мислення - це новий трюк, якому, можливо, менше ніж 100 000 років. Проте, ми ще не опанували його. Насправді все це не складно; так тільки здається, коли ми робимо це. |

Оптимальні способи вираження цього аргументу :
- Ми повинні врахувати, що труднощі конвертованого проєктування будь-якої людини становлять приблизно пропорційну кількості часу, поки вміння формується у тварин.
- Найдавніші людські навички значною мірою несвідомі й тому здаються нам простими.
- Таким чином, ми прогнозуємо навички, які здаються простими, але їх буде важко декомпілювати, а навички, які вимагають зусиль, взагалі можуть бути не складними для вирішення.

Деякі приклади навичок, які розвивалися протягом мільйонів років: розпізнавання особи, що рухається навколо в просторі, оцінка людської мотивації, спіймати м'яч, розпізнавання голосу, встановлення відповідної цілі, звертання увагу на речі, які цікаві; не мають нічого спільного зі сприйняттям, увагою, образністю, моторними та соціальними навичками і так далі. Деякі приклади навичок, які з'явилися нещодавно: математика, інженерія, людські ігри, логіка і багато того, що ми називаємо наукою. Вони складні для нас, тому що це не те, заради чого наше тіло та мозок передусім еволюціювали. Ці навички і методи, що були надбані нещодавно, мають щонайбільше декілька тисяч років для вдосконалення, здебільшого для культурної еволюції.

## Історичний вплив на штучний інтелект
У перші дні досліджень штучного інтелекту, провідні науковці часто передбачали, що вони зможуть створити обчислювальні машини з елементами штучного інтелекту протягом декількох десятиліть (див Історія штучного інтелекту). Їх оптимізм частково пояснювався тим, що вони були успішними в написанні програм з використанням логіки, розв'язували задачі алгебри та геометрії, грали в ігри, такі як шашки і шахи. Логіка і алгебра є складними для людей, і вважаються ознакою інтелекту. Вони припустили, що, майже, маючи вирішення «складних» проблем, «прості» проблеми з погляду здорового глузду скоро стануть на свої місця. Вони помилялися, і однією з причин є те, що ці проблеми були не прості, а неймовірно складні. Той факт, що вони вирішили такі проблеми, як логіка і алгебра не мав ніякого значення, тому що ці проблеми є дуже легкими для їх вирішення машиною.
Родні Брукс пояснює, що, згідно з попередніми дослідженнями ШІ, інтелект «найкраще характеризується як річ, яку високоосвіченим вченим з'ясувати складно», таких як шахи, символічної інтеграції, довівши, математичних теорем і вирішенні складних текстових задач з алгебри. «Те, що діти чотирьох або п'яти років могли б зробити без особливих зусиль, наприклад, візуально розрізняти чашки кави і стілець або ходити на двох ногах, або знайти свій шлях з спальні у вітальню, не було доказом того, що діяльність потребує інтелекту».
Це привело Брукса до нового напрям в дослідженнях штучного інтелекту і робототехніки. Він вирішив створити обчислювальні машини з елементами штучного інтелекту, які «Не мали підсвідомості. Просто аналіз і дія. Все це я створив би, щоб повністю проігнорував те, що традиційно розглядалося, як „інформація“ штучного інтелекту.» Цей новий напрямок, який він назвав «Nouvelle AI» дуже вплинув на дослідження робототехніки і штучного інтелекту.

## Біографія
- Brooks, Rodney (1986), Intelligence Without Representation, MIT Artificial Intelligence Laboratory
- Brooks, Rodney (2002), Flesh and Machines, Pantheon Books
- Minsky, Marvin (1986), The Society of Mind, Simon and Schuster, с. 29
- Moravec, Hans (1988), Mind Children, Harvard University Press
- McCorduck, Pamela (2004), Machines Who Think (вид. 2nd), Natick, MA: A. K. Peters, Ltd., ISBN 1-56881-205-1, p. 456.
- Nilsson, Nils (1998). Artificial Intelligence: A New Synthesis. Morgan Kaufmann. с. 7. ISBN 978-1-55860-467-4.
- Pinker, Steven (4 вересня 2007) [1994], The Language Instinct, Perennial Modern Classics, Harper, ISBN 978-0-06-133646-1